# Летник (Хакасия)
Летник — деревня в Алтайском районе Хакасии, расположена в 25 км к юго-востоку от районного центра — с. Белый Яр, на реке Енисей. Расстояние до столицы Республики Хакасия г. Абакана — 47 км.
Население — 402 (01.01.2004), в том числе, русские (83 %), немцы (7 %), марийцы, украинцы, греки, хакасы, чуваши, поляки.
Год образования — 1910. В Летнике проживал Герой Советского Союза Москвин Виктор Аркадьевич.
Основное направление хозяйства — племенное скотоводство (ферма № 2 ОАО «Племзавод Россия»). В деревне
расположены основная общеобразовательная школа библиотека, фельдшерско-акушерский пункт.

## Население
| 2002 | 2010 | 2013 |
| ---- | ---- | ---- |
| 407  | ↘391 | ↘389 |